# SQA eVTOL
Le SQA eVTOL (ou autrement dénommé Belin V) est un drone de reconnaissance tactique classé: mini drone tactique de classe 1 par  l'OTAN avec une MTOW inférieure à 15 kg. Il a été développé et il est produit par l'un des leaders mondiaux du mini drone tactique, C-Astral Aerospace Ltd de Ajdovscina en Slovénie. Son développement est basé sur l'expérience et l'expertise acquise par le biais de la famille de drones tactiques Bramor et Atlas, opérationnels au sein de l'OTAN et éprouvés au combat depuis une dizaine d'années.

## Description du drone SQA eVTOL
Le SQA eVTOL est un drone multirôle à décollage et atterrissage vertical (VTOL) doté d'un fuselage intégré (en anglais Blended Wing Body ou BWB) avec un moteur électrique avec hélice propulsive et de 2 flèches, amovibles fixées sur l'intrados des ailes, équipées de 2 moteurs pour une poussée verticale. Les matériaux composites utilisés pour la construction du fuselage offrent un haut degré de robustesse et une faible signature de détection radar et acoustique.

## Origine et développement
Défini comme une plateforme multirôle par C-Astral, le SQA eVTOL est équipé d'une micro-tourelle gyro-stabilisée EO/IR/IL de dernière génération avec capteur optique et infrarouge, illuminateur laser. Il peut disposer d'un capteur secondaire en option ou de tout autre équipement électronique en tant charge utile additionnelle dans une soute dédié et intégrée au fuselage.
Il dispose de transmission audio/vidéo de haut débit par réseau en maille MANET, avec cryptage AES, de la transmission de métadonnées permettant une intégration des données tactiques dans un  Système d'Information de Combat ou BMS (en anglais : battle management system ou Android ATK) ainsi qu’un système de navigation GPS multi-constellation.
Il peut être utilisé par 1 ou 2 opérateurs pour des missions:
- renseignement, de surveillance et de reconnaissance (ISR)
- acquisition de cibles ISTAR
- appui aérien rapproché CAS (Close Air Support)
- contrôle de tir JTAC (Joint Terminal Attack Controller)
- reconnaissance d'ondes électromagnétiques ROEM (charge utile optionnelle)

Son principal segment de marché s'adresse aux forces militaires et autres entités souveraines, en particulier les missions des forces spéciales, le suivi des convois, la détection de cibles, la recherche et sauvetage de personnes, la surveillance maritime, les missions de premiers secours, la protection civile, la lutte contre les incendies de forêts, le contrôle des infrastructures et les missions de sécurité.
Le SQA eVTOL a un rayon d'action de 42 km (extensible) et une autonomie de 2,5 heures avec une capacité de vol de jour et de nuit. Il peut être équipé de feux de navigations IR en option, compatibles avec les lunettes de vision nocturne AN/PVS-7B/D, AN/PVS-14 et AN/AVS-9.

## Utilisateurs
- Slovénie [5]

## Voir également
- Bramor C4EYE
- Atlas C4EYE